# Fabiano Caruana
Fabiano Luigi Caruana (Miami, 30 luglio 1992) è uno scacchista italo-statunitense. Nato in Florida da genitori italiani, tra il 2005 e il 2015 ha rappresentato la federazione italiana, tornando a rappresentare la federazione statunitense dalla fine di quel periodo.
Ha ottenuto il titolo internazionale di grande maestro nel 2007 a 14 anni, 11 mesi e 20 giorni, all'epoca il più giovane italiano e americano di sempre a raggiungere questo traguardo, successivamente superato da Ray Robson negli Stati Uniti, che lo ha ottenuto in un'età inferiore di quattro giorni.
Nel 2018 è stato lo sfidante del campione in carica Magnus Carlsen per il titolo mondiale. Il match si è svolto a Londra dal 9 al 28 novembre e si è concluso con la vittoria di Carlsen agli spareggi rapid, con il punteggio finale di 9–6, dopo che la fase a tempo classico era finita con dodici patte.
Ha vinto sedici Super Tornei (con media Elo superiore a 2 700): Dortmund nel 2012, 2014 e 2015, lo Zurich Chess Challenge nel 2013, il Kings Tournament di Bucarest nel 2013, la Sinquefield Cup di Saint Louis nel 2014, nel 2018 e nel 2023, il London Chess Classic nel 2017, il Grenke Chess Classic nel 2018, il Wijk aan Zee nel 2020, la tappa di Parigi del FIDE Grand Prix 2012-2013 e le tappe di Baku e Chanty-Mansijsk del FIDE Grand Prix 2014-2015, che gli hanno permesso di vincere il Gran Prix stesso.
Detiene il record del terzo punteggio Elo di sempre, avendo raggiunto nella lista FIDE dell'ottobre 2014 i 2 844 punti.
È stato quattro volte campione italiano ed è campione statunitense in carica, torneo che ha vinto anche in questo caso per quattro volte.

## Biografia
Nato da padre italo-americano, originario di Raffadali, e madre italiana. A quattro anni la famiglia si trasferisce a Park Slope (un quartiere di Brooklyn), lo stesso in cui Bobby Fischer trascorse la sua giovinezza. L'anno seguente, mentre frequenta un programma scolastico, viene scoperto il suo talento per gli scacchi, venendo in seguito allenato da Bruce Pandolfini.
Nel 2004 per sostenere la carriera professionale di Fabiano, la famiglia decide di trasferirsi a Madrid, dove verrà allenato dal maestro internazionale Boris Zlotnik, residente in Spagna. Da qui inizierà la fase europea di Caruana, che nel 2005, a 13 anni, ottiene il transfert per rappresentare la Federazione Scacchistica Italiana nelle competizioni internazionali. Nel 2007 si trasferisce in Ungheria, a Budapest per iniziare la collaborazione con il grande maestro ex sovietico Oleksandr Černin. Nel 2010 si trasferisce a Lugano, iniziando una collaborazione con Vladimir Čučelov.

## Carriera
All'età di dieci anni si fa notare per aver battuto il Grande maestro Aleksander Wojtkiewicz e vinto due Campionati panamericani giovanili.

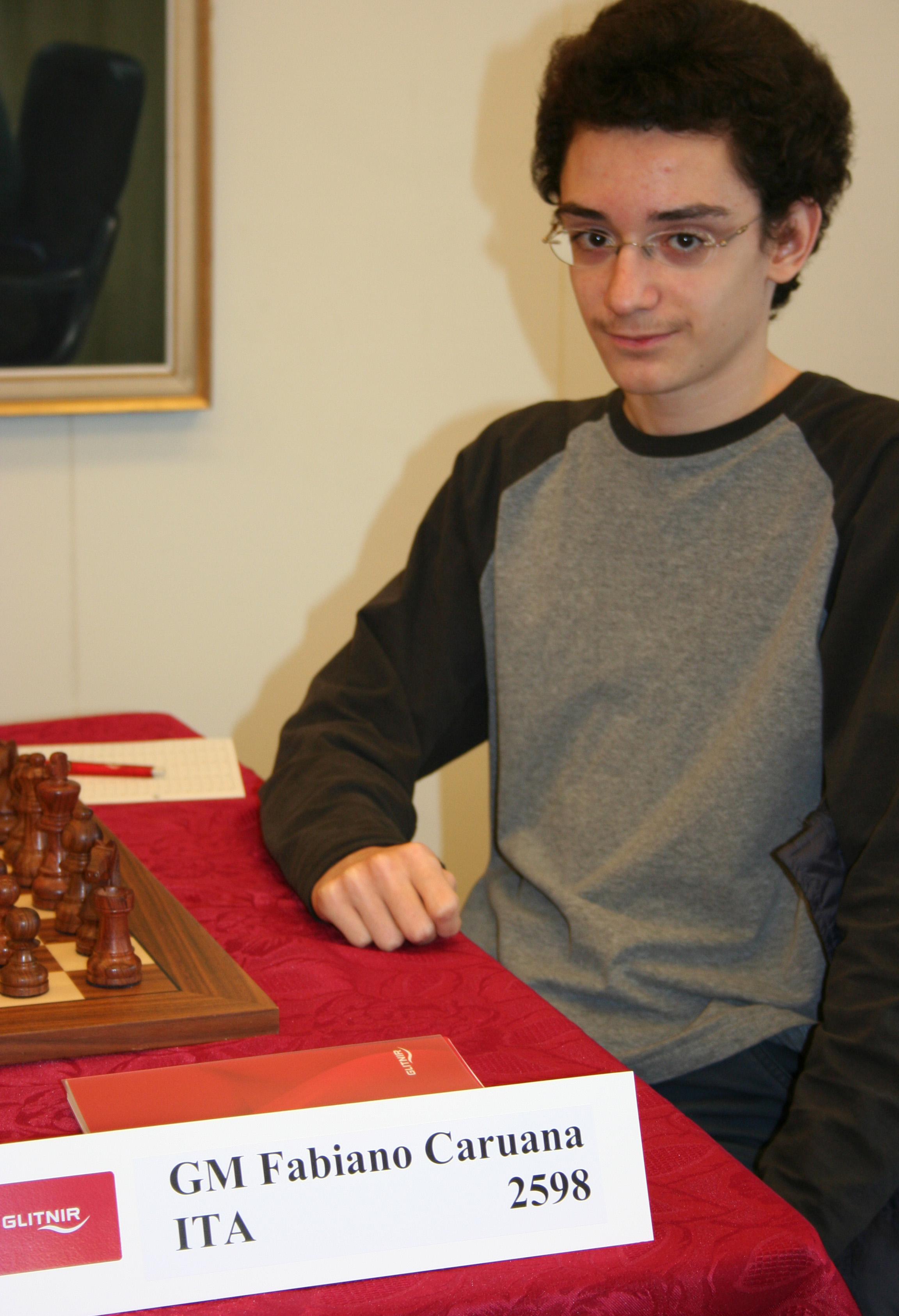
Fabiano Caruana nel 2008

- In ottobre ottiene il titolo di Maestro Internazionale nel 2006 e di Grande Maestro nel 2007. È stato il quinto italiano (considerando anche Mario Monticelli ed Enrico Paoli, che ottennero il titolo Ad honorem) a ottenere tale titolo.
- Tra il 2006 e il 2007 vince due tornei First Saturday a Budapest e il torneo a inviti di Vlissingen, con una performance di 2 715 punti Elo.
- Del 2007 è anche la prima vittoria nel campionato italiano assoluto[7], dopo il secondo posto del 2006. Sempre nel 2007, Caruana si trasferisce con la famiglia a Budapest, dove studia con il Grande maestro ucraino Alexander Chernin.
- Nel 2008 partecipa al Torneo di scacchi di Wijk aan Zee, vincendolo con 10/13[8] e diventando, con la lista Elo di aprile, il primo italiano a superare i 2 600 punti. Questo gli permette di accedere al torneo B dell'anno successivo, che vince con 8,5/13 sconfiggendo Nigel Short nell'ultima partita. Nella storia dei tornei Corus, Caruana è l'unico ad aver vinto consecutivamente il torneo C e il torneo B.[9]. Partecipa sia nel 2008 sia nel 2009 al "Rising Stars vs Experienced", un torneo a squadre in cui cinque Grandi maestri giovani incontrano cinque Grandi Maestri più anziani, ottenendo 6,5 punti su 10.
- Dal 2009 incomincia a partecipare al campionato russo a squadre con il "Club 64". Partecipa alle Coppe del Mondo del 2009 e del 2011, venendo sconfitto rispettivamente al quarto e al terzo turno. Ha partecipato in prima scacchiera con la nazionale italiana alle Olimpiadi del 2008, del 2010, del 2012 e del 2014. Ha partecipato ai campionati europei a squadre del 2009 e 2011. Alle Olimpiadi ha ottenuto 7,5 punti su 11 nel 2008, 5,5 su 10 nel 2010 e 6,5/9 nel 2012
- Nel 2010 si trasferisce con la sua famiglia a Lugano in Svizzera. Proprio in Svizzera, a Coira, gioca e vince con l'Italia la Mitropa Cup, con la miglior performance individuale del torneo (risultato ottenuto anche nel 2008 e 2009).[10]

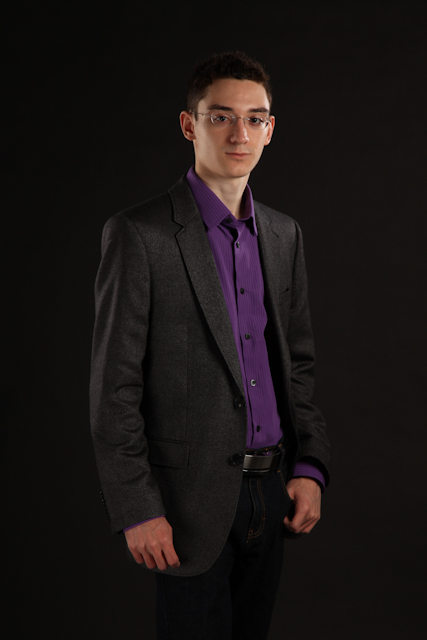
Fabiano Caruana (2012).

- Nel 2012 ottiene una serie di risultati che gli permettono di passare dal punteggio di 2736 punti Elo nella classifica FIDE di gennaio a quello di 2782 nella classifica di dicembre, entrando tra i primi cinque giocatori per punteggio Elo: secondo posto a Reggio Emilia (con Morozevič e Nakamura), secondo posto al torneo A di Wijk aan Zee (con Carlsen e Rəcəbov), quarto posto all'Open Aeroflot di Mosca (con altri quattro giocatori), vittoria all'open di Reykjavík, vittoria all'open "Sigeman & Co. Chess Tournament" di Malmö, secondo posto nel torneo Memorial Michail Tal' di Mosca e vittoria al torneo di Dortmund.[11]

Rappresenta l'Italia alle Olimpiadi degli scacchi del 2012 a Istanbul ottenendo il miglior punteggio individuale in prima scacchiera con 6,5 punti su 9. È giunto 1º-2º ex aequo con Carlsen al Final Chess Masters, tenutosi da settembre a ottobre a San Paolo (Brasile) e Bilbao (Spagna), perdendo però il mini-match lampo di spareggio su due partite con il norvegese, ma conducendo la classifica sempre in testa dal primo all'ultimo turno. Nel torneo è riuscito anche a sconfiggere, per la prima volta, lo stesso Carlsen e Aronyan, rispettivamente n. 1 e 2 del mondo. All'inizio di novembre, a Bucarest, ha partecipato al Torneo dei Re, piazzandosi al 3º posto e pattando tutte le partite. Dal 21 novembre al 4 dicembre 2012 a Tashkent, dove si è svolto il 2º torneo del Grand Prix FIDE, si è classificato 4º-6º ex aequo, mezzo punto dietro i tre vincitori.
- Nel 2013 si trasferisce con la sua famiglia a Madrid e il suo allenatore è il GM belga di origini russe Vladimir Čučelov. Nel 2013 (febbraio-marzo) ha vinto a Zurigo il torneo quadrangolare "Zurich Chess Challenge" con 4 su 6, con un punto di vantaggio sul campione del mondo Anand, che ha sconfitto nell'incontro diretto.[12] Con questa vittoria diventa il primo giocatore italiano a sconfiggere un campione del mondo in carica. Dal 17 aprile al 1º maggio 2013 a Zugo, dove si è svolto il 3º torneo del Grand Prix FIDE, si è classificato 3º-4º ex aequo. Dal 21 maggio al 4 giugno 2013 a Salonicco, dove si è svolto il 4º torneo del Grand Prix FIDE, si è classificato 2º assoluto. Il 3º-5º posto nel prestigioso Torneo Memorial Michail Tal' di Mosca, svoltosi nel giugno 2013, gli permette di classificarsi al 3º posto assoluto al mondo nella classifica Elo FIDE. Dall'11 agosto al 3 settembre partecipa alla World Cup di Tromsø in Norvegia dove riesce a qualificarsi per il 5º turno, dove dovrà cedere al francese Maxime Vachier-Lagrave. A Parigi (dal 22 settembre al 4 ottobre) vince, a pari merito con Boris Gelfand, il suo primo torneo Grand Prix Fide. Nel mese di ottobre del 2013, a Bucarest, vince con due turni di anticipo la 7ª edizione del King Chess Tournament, che aveva una media Elo dei sei partecipanti di 2732. Inoltre si piazza sul gradino più basso del podio nella Coppa europea di scacchi per club con la SOCAR di Baku.[13] A Zurigo gioca dal 29 gennaio al 4 febbraio 2014 il torneo "Zurich Chess Challenge" dove giunge secondo nella classifica combinata (Classic & Rapid Tournament) dietro il Campione del Mondo Magnus Carlsen.
- Nel luglio 2014 vince per la seconda volta il torneo Sparkassen Chess Meeting di Dortmund con un turno di anticipo, oltrepassando nel Live rating la soglia dei 2800 punti Elo.[14] Dall'1 al 14 agosto ha rappresentato l'Italia alle Olimpiadi di Tromsø, giocando in prima scacchiera ha ottenuto 6,5 punti su 9 partite disputate. In settembre 2014 vince con due turni di anticipo la seconda edizione della Sinquefield Cup, giocata a Saint Louis dal 27 agosto al 7 settembre 2014, con il punteggio di 8.5/10 (7 vittorie consecutive nelle prime 7 partite, e 3 patte finali), totalizza 3 punti più del secondo classificato Magnus Carlsen e realizza la performance Elo più alta mai registrata in un torneo a tempo lungo nella storia degli scacchi (performance pari a 3 103 punti Elo)[15]. L'8 ottobre 2014, durante lo svolgimento della prima tappa del FIDE Grand Prix 2014-2015 a Baku, ottiene un punteggio di 2 851,3 nel Live rating che rappresenta il terzo miglior punteggio di tutti i tempi in questa speciale classifica, alle spalle di Carlsen (2 889,2) e di Kasparov (2 856,7); alla fine vincerà il torneo con 6,5 punti a pari merito con Boris Gelfand.

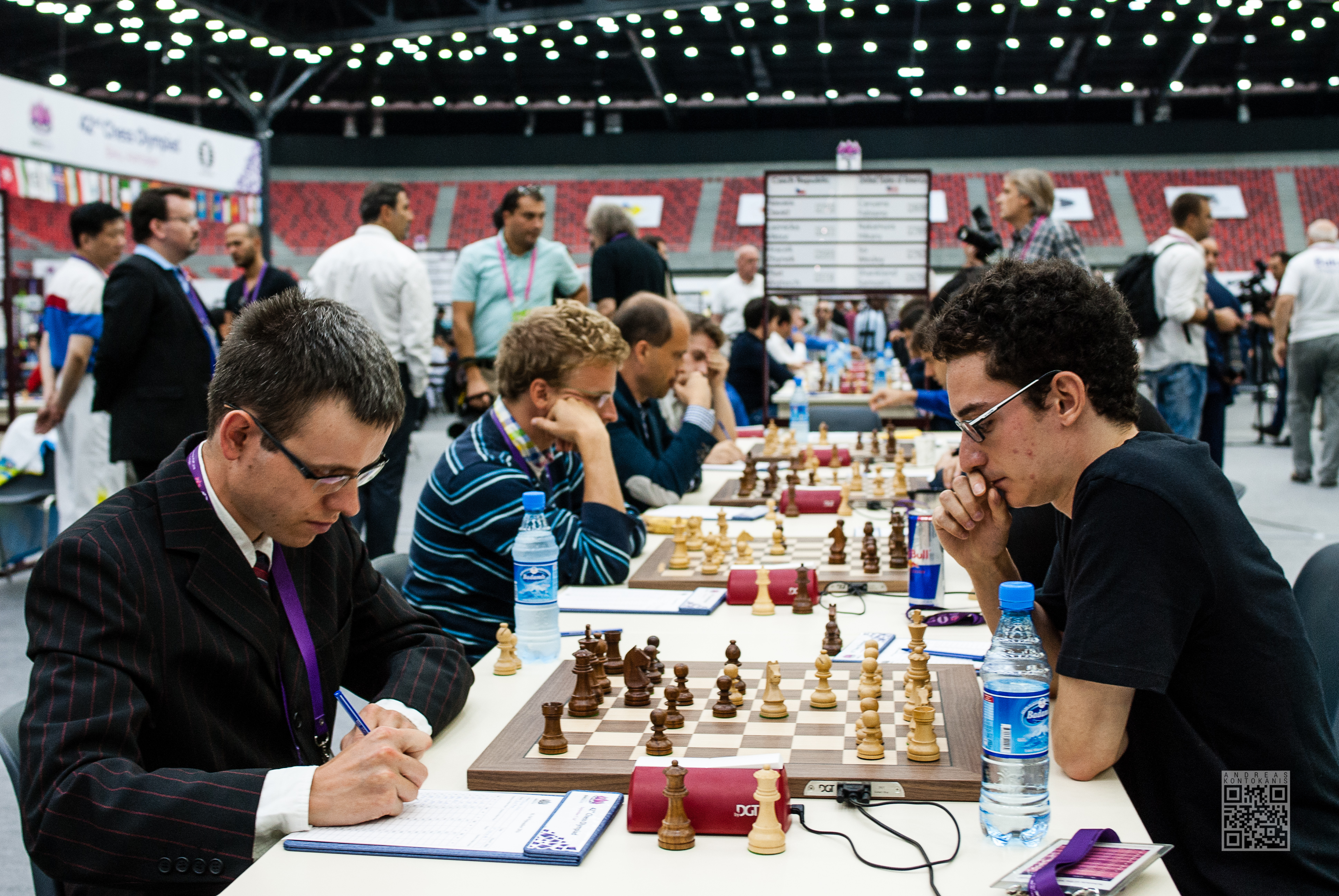
Contro David Navara durante le Olimpiadi del 2016

Il 12 maggio 2015 Caruana annuncia l'intenzione di lasciare la federazione italiana per rappresentare di nuovo gli Stati Uniti e di lavorare con il Chess Club and Scholastic Center of Saint Louis. Il 26 maggio 2015 vince il Grand Prix FIDE 2014-2015 e si qualifica a giocare il torneo dei Candidati al Campionato del mondo di scacchi 2016 che si disputerà a Mosca dal 10 al 30 marzo 2016. Il 26 giugno passa ufficialmente alla Federazione statunitense e incomincia la collaborazione con il Maestro Internazionale inglese Lawrence Trent, che diventa il suo manager. Il 5 luglio vince per la terza volta il torneo Sparkassen Chess Meeting di Dortmund con 5,5 punti su 7 disponibili, il primo torneo che vince con la bandiera della nazionale statunitense. In ottobre si piazza al secondo posto nella Coppa europea di scacchi per club, ancora con la SOCAR di Baku. In novembre vince a Saint Louis (Missouri) lo scontro Champions Showdown, battendo Hikaru Nakamura 10-8.
- Il 28 marzo 2016 possiede Elo 2 802, ma si classifica secondo al Torneo dei Candidati vinto da Sergej Karjakin perdendo la possibilità di disputare il prossimo Campionato del mondo di scacchi 2016.
- Nell'aprile 2016 vince per la prima volta il Campionato statunitense di scacchi con 8,5 punti superando di un punto gli immediati inseguitori Wesley So e Hikaru Nakamura.
- Nel settembre del 2016 vince le Olimpiadi scacchistiche con la squadra degli Stati Uniti; ha giocato in prima scacchiera, ottenuto 7 punti e conquistato, oltre alla Medaglia d'Oro a squadre, la Medaglia di Bronzo individuale.

Dopo essersi trasferito a Saint Louis, nel dicembre del 2016 ingaggia un nuovo manager, l'avvocata Rhonda S. Coleman di Chicago, con l'obiettivo di partecipare e vincere nel prossimo match per il titolo mondiale.
Nel maggio del 2017 vince il Campionato tedesco a squadre con il OSG Baden-Baden. In novembre a Saint Louis vince il ricco scontro Champions Showdown (60000 $), battendo Aleksandr Griščuk 49-43.. In dicembre vince il London Chess Classic dopo aver battuto Jan Nepomnjaščij negli spareggi di gioco rapid e blitz.

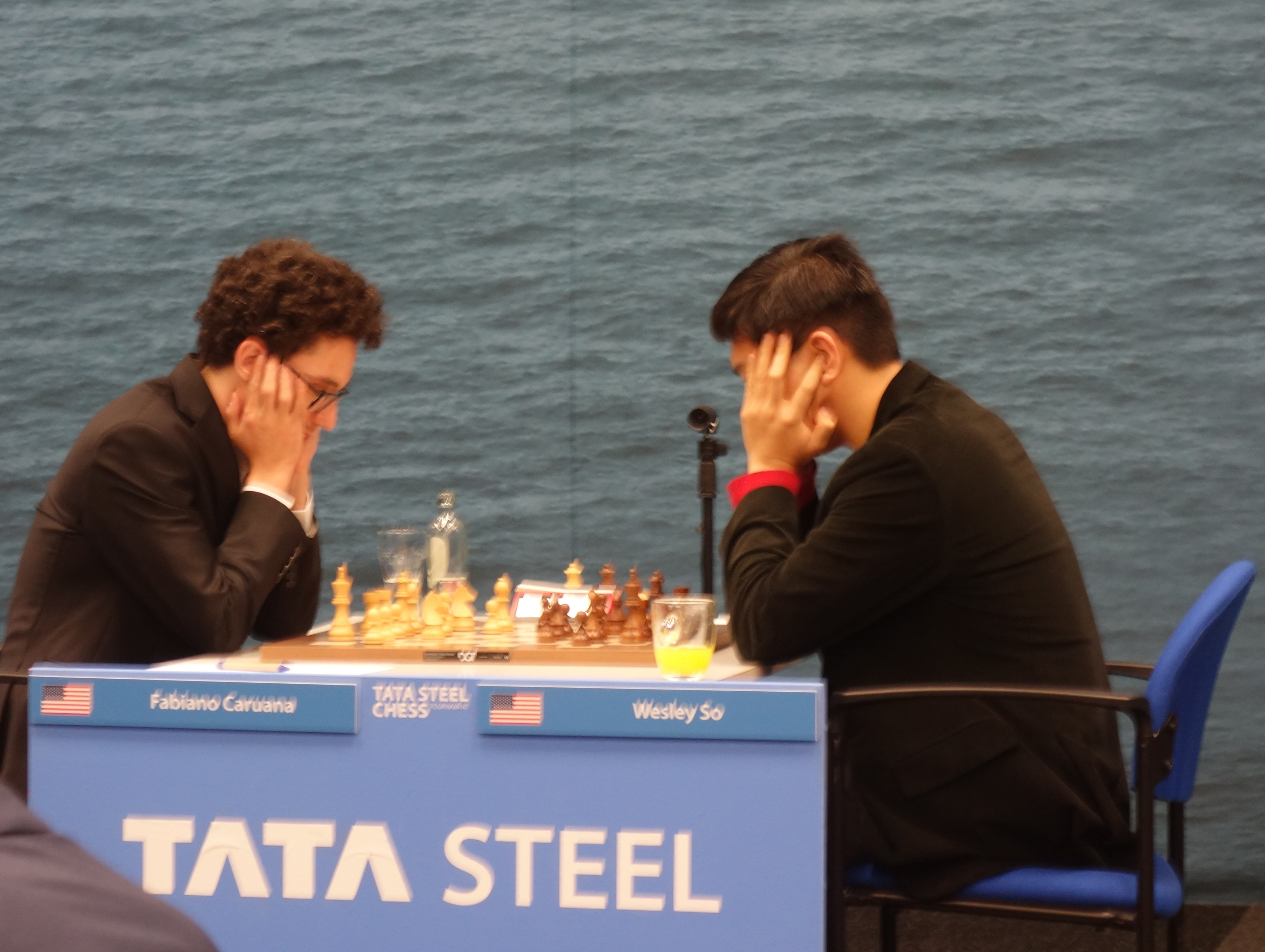
Contro Wesley So durante l'edizione 2020 del Tata Steel.

### Il match mondiale con Magnus Carlsen
Nel marzo 2018 vince a Berlino il torneo dei candidati al Campionato del mondo di scacchi 2018 con 9 punti, superando di una lunghezza Şəhriyar Məmmədyarov e Sergej Karjakin. In aprile vince a Baden-Baden anche il Grenke Chess Classic con 6,5 punti superando di una lunghezza il rivale mondiale Magnus Carlsen. Di aprile è anche il 2º posto nel Campionato statunitense con 8 punti su 11, alle spalle di Samuel Shankland (8,5 punti) e davanti a Wesley So (6,5). In maggio vince il Campionato tedesco a squadre con il OSG Baden-Baden pur perdendo l'unica partita giocata con Anish Giri. In giugno vince il Norway Chess con 5 punti, superando di mezzo punto Magnus Carlsen, suo futuro avversario per il titolo mondiale. In agosto vince per la seconda volta la Sinquefield Cup, a pari merito con Levon Aronian e Magnus Carlsen. In ottobre si piazza secondo con gli Stati Uniti nelle Olimpiadi e vince la medaglia d'argento individuale in prima scacchiera.
Nel novembre 2018 affronta a Londra il Campione del mondo in carica Magnus Carlsen in un match con in palio il Titolo Mondiale, perdendo per 9 a 6 dopo gli spareggi rapid.
Nel febbraio 2019 a Saint Louis vince ancora il Champions Showdown, battendo Pentala Harikrishna 18-6 negli scontri rapid e 17,5 a 6,5 in quelli blitz .. Il 2 marzo ha vinto a Berlino il torneo blitz dedicato alla memoria di Emanuel Lasker con 14 punti su 16 partite.
In marzo a Saint Louis nel campionato statunitense, ottiene il secondo posto a pari merito con Leinier Domínguez, superato di mezzo punto da Hikaru Nakamura.
In aprile partecipa al Grenke Chess Classic, dove con 6 su 9 giunge 2º staccato di 1 punto e 1/2 dal vincitore Magnus Carlsen.
In luglio a Zagabria, in Croazia, giunge 3º assieme a Lewon Aronyan nella seconda tappa del Grand Chess Tour con 6 punti su 11, dietro al secondo classificato Wesley So e al vincitore Magnus Carlsen, risultato che gli vale 11 punti nel Tour.
In ottobre a Douglas arriva secondo nell'edizione 2019 del FIDE Grand Swiss a pari punti, 8 su 11, con Wang Hao, ma superato per spareggio tecnico.
Nel gennaio 2020 vince per la prima volta la sezione Master del Torneo Tata Steel con l'altissimo punteggio di 10 punti su 13, superando il campione del mondo Magnus Carlsen di ben due lunghezze, precedentemente aveva vinto il torneo C nel 2008 e il B nel 2009.
In quanto sfidante di Magnus Carlsen nel match mondiale del 2018 si qualifica di diritto al Torneo dei candidati 2020, edizione che si è interrotta nel marzo del 2020, alla fine del girone di andata, ed è ripresa nell'aprile del 2021. Si classifica al quarto posto con 7,5 punti, ad un punto dal vincitore Jan Nepomnjaščij, non riuscendo a riconfermarsi come sfidante del norvegese per il titolo mondiale.

### Ai Candidati per la quarta, quinta e sesta volta
In ottobre 2021 giunge primo a pari merito al campionato statunitense con Wesley So e Samuel Sevian, con il punteggio di 6,5 punti su 11. Tuttavia agli spareggi arriverà secondo dietro lo stesso So. In novembre si classifica al secondo posto al FIDE Grand Swiss 2021 con il punteggio di 7,5 punti su 11, a mezzo punto dal vincitore Alireza Firouzja, riuscendo però a batterlo nello scontro diretto. Il gradino intermedio del podio gli consente di partecipare al Torneo dei candidati 2022, la quarta volta per lui. In dicembre vince il torneo blitz "Gashimov Memorial" di Baku, vincendo contro Richard Rapport nella partita Armageddon.
In aprile 2022 vince a St. Louis la prima edizione della American Cup, svoltasi con il formato dell'eliminazione diretta tra 8 giocatori, vincendo nella finale 1½-½ contro Levon Aronian.  Nel torneo dei candidati del luglio 2022 resta attaccato alla testa della classifica nei primi sette turni, inseguendo di mezzo punto Jan Nepomnjaščij, ma tre sconfitte nei successivi cinque turni gli precludono ogni possibilità di vittoria. Tuttavia la possibilità che Carlsen rinunci a difendere il titolo mondiale, già difeso nel 2021, apre la lotta per il secondo posto, che potrebbe valere la possibilità di contendersi il titolo mondiale con il vincitore del torneo. La seconda posizione verrà conquistata da Ding Liren che, in seguito alla definitiva rinuncia di Carlsen, guadagnerà il diritto a giocare per il titolo mondiale. Caruana chiude il torneo soltanto in quinta posizione. Ad ottobre invece vince il campionato statunitense per la seconda volta con il punteggio di 8,5 punti su 13, precedendo di solo mezzo punto Ray Robson.
Dal 29 luglio al 24 agosto del 2023 partecipa e si classifica al terzo posto della Coppa del Mondo di scacchi 2023, questo risultato gli dà il diritto di partecipare per la quinta volta al Torneo dei Candidati. Nell'ottobre 2023 vince per la terza volta il campionato statunitense con il punteggio di 8 punti su 11. In novembre riesce a vincere il Saint Louis Rapid & Blitz, e la Sinquefield Cup; questi risultati gli permettono di vincere per la prima volta il Grand Chess Tour.
Nel luglio 2024 vince a Bucarest il Superbet Romania Chess Classic, e a Zagabria il SuperUnited Rapid & Blitz Croatia, seconda e terza tappa del Grand Chess Tour. In ottobre vince per la quarta volta il campionato statunitense con 7 punti su 11 turni, superando 6 avversari indietro di 1,5 punti. In dicembre vince due tornei americani: l'US Master di Charlotte (Carolina del Nord) con 8 punti su 9 e il Saint Louis Masters vinto a pari merito con Alexander Donchenko con 6,5 su 9, che gli permettono di superare Arjun Erigaisi nel FIDE Circuit 2024, e qualificarsi al Torneo dei candidati 2026.

## Statistiche
È stato il primo giocatore italiano (unico a oggi) a superare la soglia dei 2 700 punti Elo, raggiunti nella classifica di settembre 2010, nonché il primo italiano a superare i 2 800 punti; nella lista Elo di agosto 2014, infatti, ha raggiunto i 2 801 punti.
Il proprio record Elo è stato raggiunto nell'ottobre 2014, con 2 844 punti, quando faceva ancora parte della Federazione Scacchistica Italiana.
Nel luglio del 2014 ha raggiunto il primo posto al mondo nel rating delle partite di gioco rapido, con un Elo FIDE di 2 856, proprio record personale.
Nel gennaio 2025 è il numero 2 al mondo e numero 1 degli Stati Uniti nella classifica standard, con un Elo pari a 2 803.